# Réserve naturelle nationale des marais du Vigueirat
La réserve naturelle nationale des marais du Vigueirat (RNN175) est une réserve naturelle nationale située en Provence-Alpes-Côte d'Azur. Classée en 2011, elle occupe une surface de 919 hectares à la jonction du delta du Rhône et de la plaine steppique de la Crau, deux écosystèmes dont la majeure partie s'étire sur plus de 9 kilomètres du nord au sud pour une largeur maximale de 1,5 kilomètre. Les terrains ont été acquis par le Conservatoire du littoral et leur gestion a été confiée à l'association des Amis des marais du Vigueirat. Le site fait partie de la zone centrale de la Réserve de biosphère de Camargue (programme MAB de l'Unesco).
Les marais sont composés de sansouires, étangs, scirpaies et roselières, milieux naturels caractéristiques des écosystèmes et biocénoses du delta du Rhône. Ils abritent de nombreux oiseaux d'eau et des plantes indigènes et protégées.

## Localisation

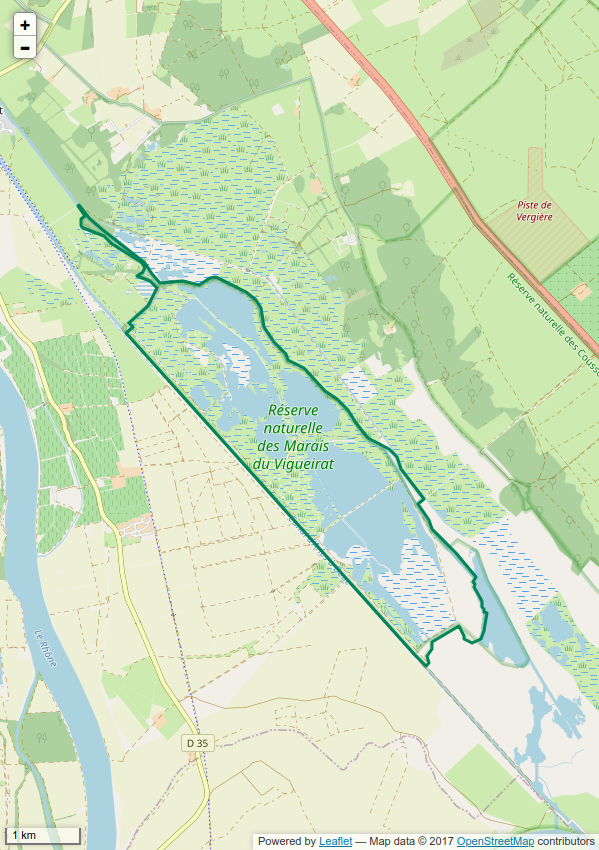
Périmètre de la réserve naturelle.

À l'est du Grand-Rhône, le territoire de la réserve naturelle est dans le département des Bouches-du-Rhône, sur la commune d'Arles, dans le village de Mas-Thibert et au sein du Parc naturel régional de Camargue et du site du Natura 2000 des Marais de la vallée des Baux et marais d'Arles.

## Histoire du site et de la réserve
La première acquisition par le Conservatoire du littoral date de 1982 : le marais du Ligagneau (448 ha). Dès 1988, le site bénéficie de mesures de protection pour son grand intérêt biologique.
Les premières traces de présence humaine sur les terres qui composent aujourd’hui les Marais du Vigueirat remontent à l’Antiquité. De récentes découvertes archéologiques semblent notamment attester de la présence sur le site, d’un paléo-chenal et de calades datant du Ier siècle avant Jésus-Christ. Des fouilles archéologiques sont actuellement menées par une équipe d’archéologues, de géophysiciens et de géomorphologues de déterminer s’il pourrait s’agir du Canal de Marius, également connu sous le nom de Fossae Marianae, qui permettait de relier le port antique de Fos à la ville d’Arles.
Durant la seconde guerre mondiale, une partie du site est utilisée comme base de repli et de parachutage par différents mouvements de la Résistance Française, grâce à l’activisme du propriétaire Pierre Pouly, futur chef de la libération d’Arles.
D'autres activités notamment économiques avaient lieu sur le site avant l’achat des terrains par le Conservatoire du littoral. Certaines parcelles servaient de rizières et d’autres étaient utilisées pour la pisciculture. Quelques marais étaient utilisées comme marais de chasse et d’autres accueillaient déjà des troupeaux de taureaux. Mais les tentatives pour drainer, colmater et domestiquer les Marais du Vigueirat n’ont jamais été vraiment concluantes.
Au début des années 1980, le complexe sidérurgique de Fos-sur-Mer est en pleine expansion, et c’est en 1982 que le Conservatoire du littoral  acquiert le premier terrain (Ligagneau). Depuis, le site n’a cessé de s’agrandir :
- Acquisition de l’Etourneau en 1988
- Acquisition de l’Etourneau Nord en 1996 et 2008
- Acquisition du Cassaïre en 2004
- Acquisition de la Petite Forêt et 2009
- Acquisition de parcelles des Ségonnaux de Mas-Thibert en 2021

Les Marais du Vigueirat portent encore aujourd’hui les stigmates de leur passé et ont toujours un fonctionnement artificialisé. Le rôle du gestionnaire permet de garantir la conservation des habitats et des espèces présentes sur le site.
Le gestionnaire utilise deux outils principaux : la gestion hydraulique et la gestion de la végétation par le pâturage. Ainsi, il maintient les conditions idéales pour le développement de la biodiversité et la conservation des espèces qui peuplent le site.

## Écologie (biodiversité, intérêt écopaysager…)
Les marais sont composés de sansouires, étangs, scirpaies et roselières, milieux naturels caractéristiques des écosystèmes et biocénoses du delta du Rhône. Ils abritent de nombreux oiseaux d'eau et des plantes endémiques et protégées.

### Flore
Le site abrite de nombreuses espèces végétales rares dont certaines sont protégées, voire endémiques ; 24 espèces protégées ont été répertoriées sur la réserve.

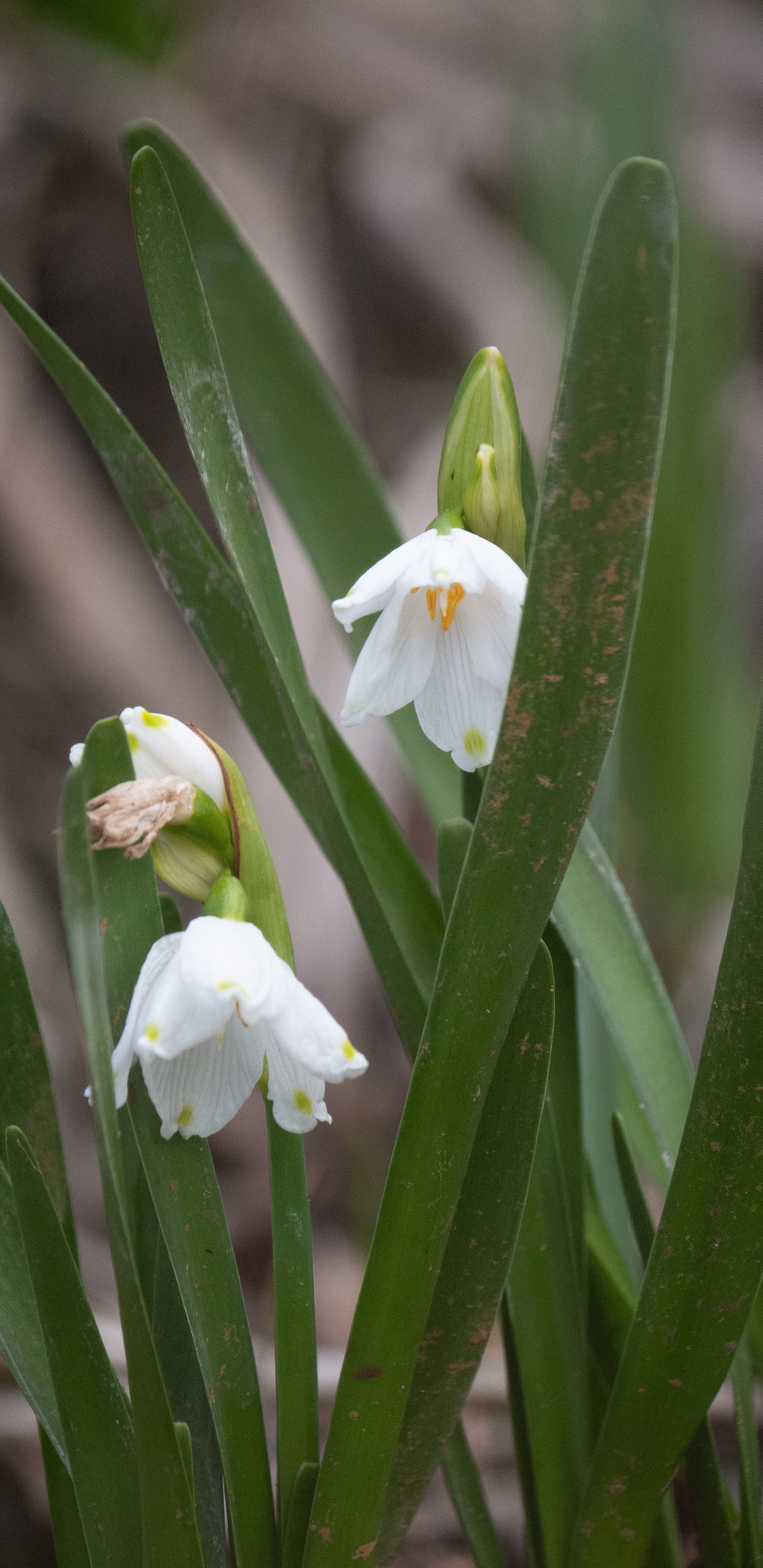
Nivéole d'été.

Parmi les espèces locales, on trouve plus de 600 espèces de plantes vasculaires dont 41 espèces qui bénéficient d’un statut de protection ou qui présentent un intérêt patrimonial. Parmi elles, on observe sur les sentiers au printemps la Nivéole d’été, bien reconnaissable par ses fleurs en forme de clochettes blanches.
D’autres espèces, moins visibles mais présentant un intérêt patrimonial, sont aussi recensées sur le site comme la Scorzonère à petites fleurs, le Pigamon luisant, la Grande douve ou le Cranson à feuilles de pastel. Le Petit Nénuphar pelté, espèce que l’on pensait disparue de Camargue, a été retrouvée dans le Canal du Vigueirat, formant la seule station connue dans le delta.
Présentant un intérêt patrimonial moindre, mais néanmoins typiques de Camargue et des milieux salés (appelés sansouïres), la Soude ligneuse, les salicornes et les saladelles sont également présentes sur le site.
Parmi les espèces invasives, la jussie est une plante aquatique venant d'Amérique qui colonise en un temps record les canaux et menace la préservation des écosystèmes.

### Faune

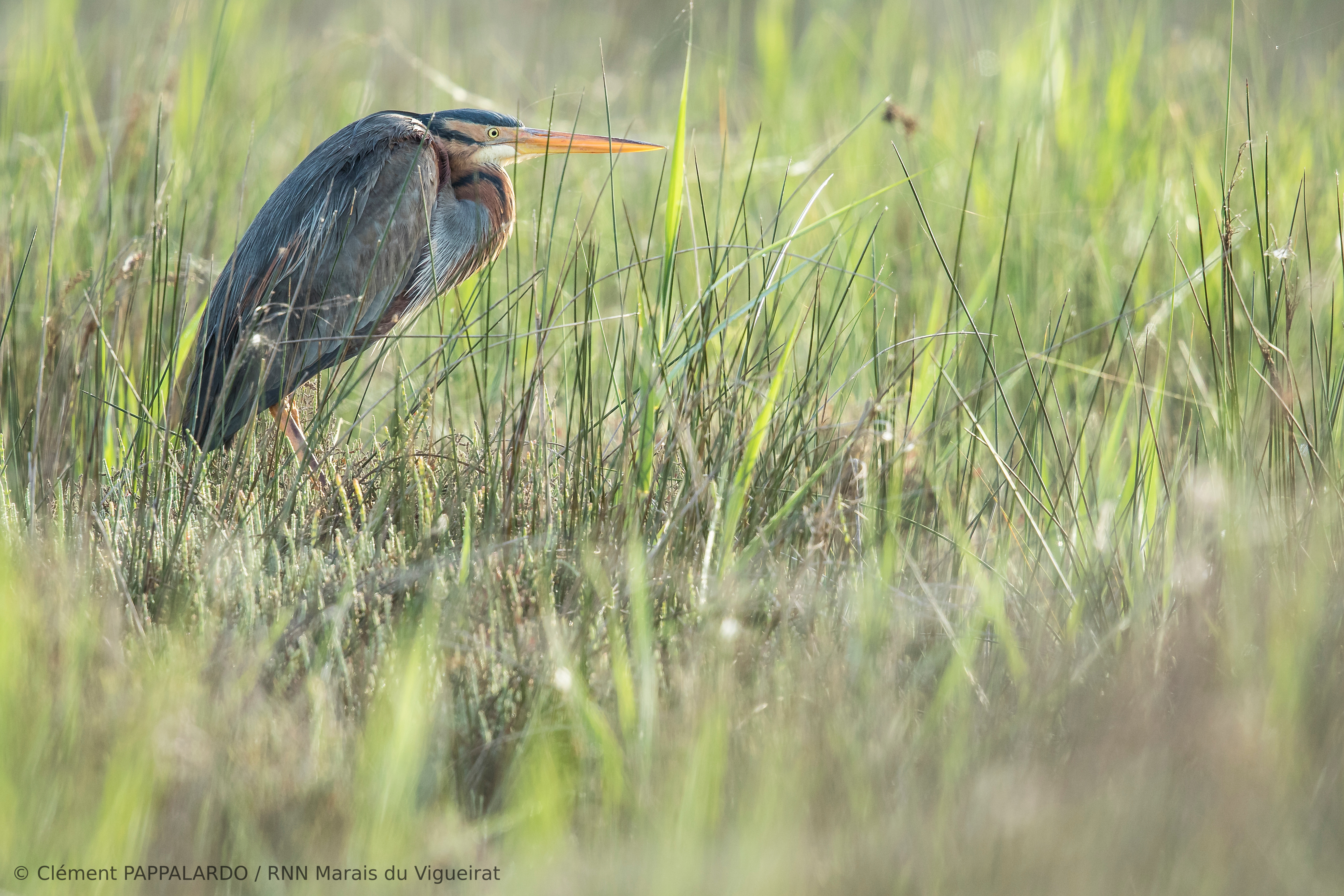
Héron pourpré.

Plus de 300 espèces d’oiseaux ont été observées sur la réserve, dont 13 espèces qui confèrent au site une importance internationale ou communautaire. Plus de 70 espèces y nichent chaque année, dont les 9 espèces d'Ardéidés d’Europe, la Nette rousse, une population naturelle d’Oie cendrée et une colonie de Guêpiers d’Europe. Le Faucon crécerellette est également une espèce rare du site.

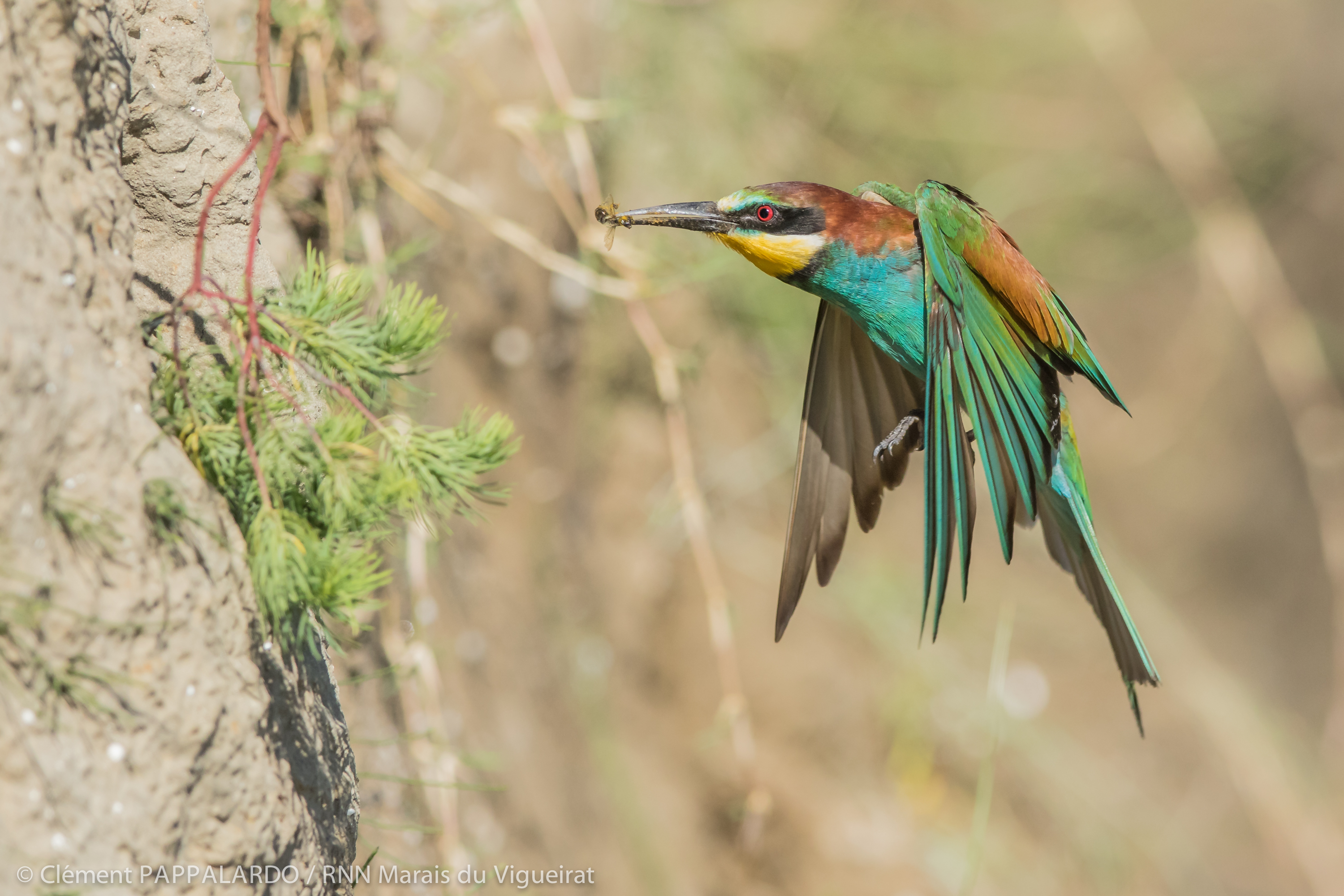
Guêpier d'Europe.

Pour les reptiles et amphibiens, on peut facilement observer des tortues cistude aux sentiers de l'Étourneau, des Rainettes méridionales dont la variété bleue, Crapaud calamite, Pélodyte ponctué, Couleuvre de Montpellier, Couleuvre d'Esculape, Lézard vert, Lézard des murailles, Psammodrome d'Edwards, Seps strié...
Dans les insectes remarquables, on peut citer une libellule, le Lestes macrostigma.
Les marais du Vigueirat présentent un intérêt majeur pour les champignons, avec la découverte d'espèces nouvelles pour la France (Rhacophyllus lilacinus en 2006) voire pour la science (Hohenbuehelia boullardii sp.nov. en 2007).

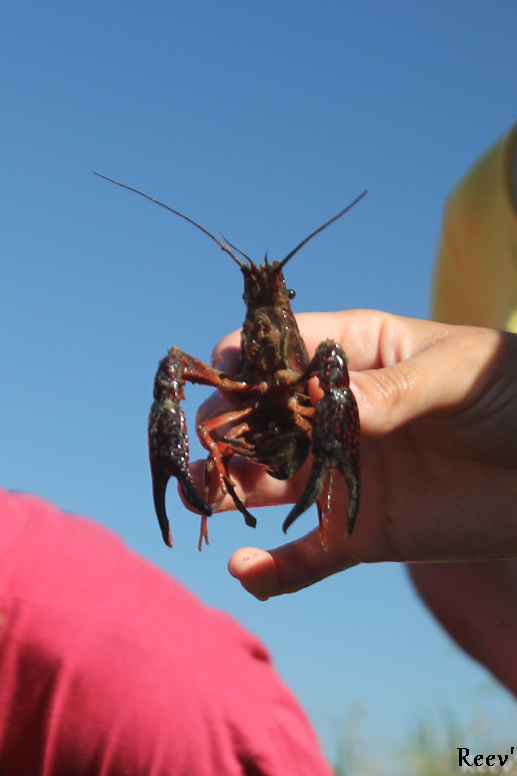
Écrevisse de Louisiane, espèce invasive

## Intérêt touristique et pédagogique
La réserve naturelle des marais du Vigueirat accueille chaque année environ 30 000 visiteurs, un chiffre faisant de ce site naturel protégé le plus fréquenté de Camargue[réf. souhaitée].
Ouvert au public depuis 1996, le plan de gestion du domaine prévoit une zonation de l'espace permettant de concilier protection de la nature et ouverture au public : en effet, actuellement seule 10 % de la surface du domaine est accessible librement sur les sentiers de l'Étourneau, tandis que les 90 % restants sont voués à la préservation des espèces et sont accessibles uniquement en visite guidée pédestre ou en calèche.

### Principaux sentiers et voies d'accès
- Les Sentiers de l'Étourneau

Ouverts au public depuis l’an 2000, les sentiers de l'Étourneau sont constitués de plusieurs parcours thématiques. Parmi eux, le sentier des Cabanes permet la découverte de la nature grâce à 8 cabanes ludiques, interactives et pédagogiques. Ce parcours, conçu entièrement sur pilotis, chemine au fil de l'eau du marais et est ombragé en été.
- Le sentier de la Palunette

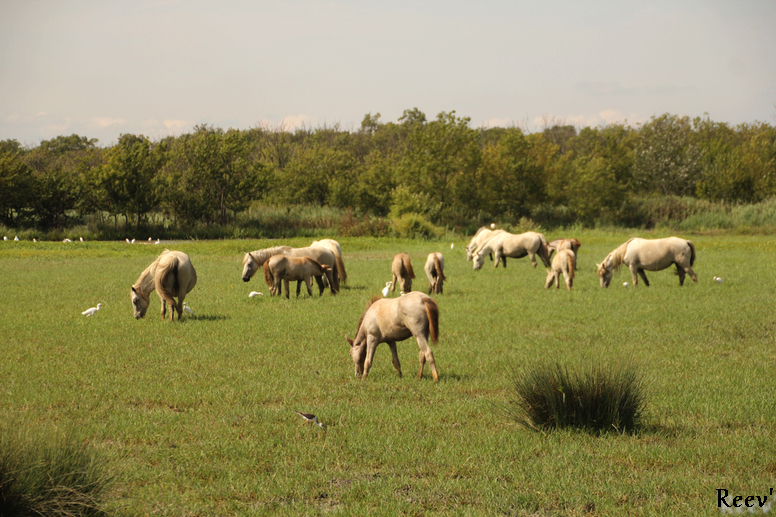
Les juments et leurs poulains pâturent dans les marais pendant l'été.

Cette boucle de 2,5 km propose une découverte paysagère de la Camargue. Il chemine le long de la ripisylve et du canal du Vigueirat, et est équipé d'une plate-forme d'observation donnant une vue panoramique sur le domaine.
- Le sentier éco-futé

Parcours sur pilotis destiné à sensibiliser le public aux notions d'éco-responsabilité et de développement durable, il permet notamment découvrir de façon ludique le fonctionnement des panneaux solaires, des toilettes sèches ou encore l'épuration naturelle par un lit planté de roseaux.
- Le sentier Homme et nature

Inauguré au printemps 2022, ce parcours pédestre de près de 2 km présente les paysages caractéristiques de la Camargue, et met en avant la relation étroite entre l’homme et la nature.
- La visite naturaliste

Accompagné d’un guide naturaliste, les visiteurs se rendent au cœur de la réserve naturelle pour observer les différentes espèces peuplant les marais. Selon les saisons : canards, rapaces, limicoles, flamants roses, hérons (le site accueille les 9 espèces de hérons d’Europe, dont le fameux Butor Etoilé). Les visites durent  2h30, et ont lieu toute l’année matin et/ou après midi, avec des horaires qui s’adaptent au rythme des saisons.
- Les visites en calèche

La réserve propose également des visites en calèche tirée par des chevaux de trait. Au printemps et en été, la calèche chemine au-dessus des digues d'anciennes piscicultures qui surplombent le marais, tandis qu'à l'automne et en hiver, elle traverse les terres de pâturage des manades de taureaux et chevaux de race Camargue.

## Administration, plan de gestion, règlement
Depuis 1982, le Conservatoire du littoral a acquis 1 200 ha dont la gestion est confiée à l'association les Amis des marais du Vigueirat. La partie du site librement accessible au grand public n'est pas incluse dans le classement en réserve naturelle nationale.
Premièrement confiée à la ville d’Arles, la gestion de cet espace naturel a été cédée par la suite à différentes structures notamment la Tour du Valat. De 1987 à 1991 l’équipe coordonnée par Jean-Laurent LUCCHESI, a appris à connaître le site. L'accueil du public était alors limité a quelques scolaires du village de Mas-Thibert et les actions de gestion étaient majoritairement naturalistes, afin de capitaliser toutes les informations disponibles et nécessaires à la rédaction du premier plan de gestion en 1995.
En janvier 2001, l’association les Amis des Marais du Vigueirat a été créée dans le but de poursuivre temporairement la gestion. Elle est par la suite devenue pleinement gestionnaire en 2003 et l’est toujours aujourd’hui. Lorsqu’en 2011 une partie du site a été classée en Réserve Naturelle Nationale par l’Etat, les Amis des Marais du Vigueirat ont également été nommés gestionnaires de la réserve.
En octobre 2020, l'association a rejoint le GROUPE SOS, première entreprise sociale et solidaire d’Europe. Fort de 35 ans d’expérience dans la lutte contre toutes les formes d’exclusions, le GROUPE SOS investit depuis plusieurs années le domaine de la transition écologique. Il promeut une approche de la transition écologique originale et concrète et s’appuie sur deux fortes convictions :
- Faire rayonner les réserves naturelles, au bénéfice de la nature et des territoires.
- Promouvoir un modèle original et innovant pour la gestion d’espaces naturels protégés.

### Outils et statut juridique
La réserve naturelle a été créée par un décret du 9 novembre 2011.
Par ailleurs, le site fait partie des zonages suivants :
- Zone naturelle d'intérêt écologique, faunistique et floristique (ZNIEFF N° 1309Z00) type I ;
- Zone importante pour la conservation des oiseaux en France (ZICO PAC 08) ;
- Site du réseau européen Natura 2000 au titre de la Directive Habitats Faune Flore (FR 9301596) ;
- Zone de protection spéciale (ZPS) au titre de la Directive Oiseaux (FR 9312001) ;
- Zone centrale de la Réserve de biosphère de Camargue (MAB)